# Episodi di Rake (serie televisiva 2014)
La prima e unica stagione della serie televisiva Rake è stata trasmessa in prima visione assoluta negli Stati Uniti da Fox dal 23 gennaio al 5 aprile 2014; il tredicesimo episodio, Mammophile, è stato trasmesso il 27 giugno 2014.
In Italia la stagione è stata trasmessa in prima visione satellitare su Fox, canale a pagamento della piattaforma Sky, dal 9 ottobre 2014 al 1º gennaio 2015.
| nº | Titolo originale          | Titolo italiano             | Prima TV USA     | Prima TV Italia  |
| -- | ------------------------- | --------------------------- | ---------------- | ---------------- |
| 1  | Serial Killer             | Serial killer               | 23 gennaio 2014  | 9 ottobre 2014   |
| 2  | A Close Shave             | Barba ed appelli            | 30 gennaio 2014  | 16 ottobre 2014  |
| 3  | Cancer                    | Malato per gioco            | 6 febbraio 2014  | 23 ottobre 2014  |
| 4  | Cannibal                  | Il cannibale                | 13 febbraio 2014 | 30 ottobre 2014  |
| 5  | Bigamist                  | Ristorante e matrimoni      | 20 febbraio 2014 | 6 novembre 2014  |
| 6  | Mammophile                | Il feticista                | 27 giugno 2014   | 1º gennaio 2015  |
| 7  | Jury Tampering            | Confessioni rubate          | 27 febbraio 2014 | 13 novembre 2014 |
| 8  | Three Strikes             | Tre strike                  | 6 marzo 2014     | 20 novembre 2014 |
| 9  | Staple Holes              | Keegan e Ben                | 14 marzo 2014    | 27 novembre 2014 |
| 10 | Hey, Good Looking         | La morte del sindaco        | 21 marzo 2014    | 4 dicembre 2014  |
| 11 | 50 Shades of Gay          | Il libro nero               | 28 marzo 2014    | 11 dicembre 2014 |
| 12 | Remembrance of Taxis Past | La stratega                 | 5 aprile 2014    | 18 dicembre 2014 |
| 13 | A Man's Best Friend       | Il migliore amico dell'uomo | 5 aprile 2014    | 25 dicembre 2014 |